# Simplício Araújo
José Simplício Alves de Araújo (Bacabal, 18 de abril de 1969) é um empresário e político brasileiro. Esteve deputado federal pelo período de 2011 a 2015. Foi convidado, em janeiro de 2015, pelo governador Flávio Dino a assumir a Secretaria de Estado de Indústria e Comércio.

## Biografia
Foi candidato a deputado federal em 2010 pelo PPS, tendo recebido 35.338 votos, obtendo a primeira suplência. Assumiu, como suplente, o mandato de deputado federal de 19 de dezembro de 2011 a 19 de abril de 2012. Foi efetivado em 28 de dezembro de 2012, com a renúncia do deputado Ribamar Alves (PSB) para assumir a prefeitura de Santa Inês.
É um dos autores do  PL-6316/2013, que dispõe sobre o financiamento das campanhas eleitorais e o sistema das eleições proporcionais, alterando a Lei nº 4.737, de 15 de julho de 1965 (Código Eleitoral), a Lei nº 9.096, de 19 de setembro de 1995 (Lei dos Partidos Políticos), e a Lei nº 9.504, de 30 de setembro de 1997 (Lei das Eleições), e sobre a forma de subscrição de eleitores a proposições legislativas de iniciativa popular, alterando a Lei nº 9.709, de 18 de novembro de 1998. Também é um dos autores do PL-8220/2014,  que acresce parágrafo ao art. 8º da Lei nº 8.906 de 04 de julho de 1.994, que dispõe sobre o "Estatuto da Advocacia e da Ordem dos Advogados do Brasil (OAB)".  
Foi eleito, por dois anos consecutivos, um dos 20 melhores parlamentares, em pesquisa desenvolvida pela Universidade Estadual do Rio de Janeiro (UERJ), em parceria com a revista Veja.  
Foi candidato a prefeito de Pedreiras em 2012, ficando em 2ª lugar, recebendo 5.005 votos (23,34% do total).
Em 2013, ingressa no Solidariedade.
Foi candidato a deputado federal em 2014, tendo obtido 38.991 votos, ficando como terceiro suplente da coligação.
Assumiu o cargo de Secretário de Estado de Indústria e Comércio, a convite do governador Flávio Dino, em janeiro de 2015.
Em 2018, recebeu 74.058 para deputado federal ficando como primeiro suplente. Assumiu o cargo de deputado entre 26 de Fevereiro de 2019 e 15 de Março de 2019 e entre 1 e 2 de Fevereiro de 2021. Licenciou-se para assumir a Secretaria de Estado de Indústria e Comércio.
Anunciou a saída da SEINC em janeiro de 2022, para disputar o cargo de governador do estado.
Foi candidato pelo Solidariedade a governador do Maranhão, obtendo 5.009 votos (0,15% do total).
Atividades Partidárias:
Câmara dos Deputados Vice-Líder da Minoria, 24/4/2013-9/10/2013; Vice-Líder, Solidariedade, 22/5/2014.
Atividade Partidária - Externas à Câmara dos Deputados Presidente, PPS, Pedreiras, MA, 2010-2012. Presidente do Solidariedade no Maranhão (2013 - presente)
Atividades Parlamentares:
CÂMARA DOS DEPUTADOS - 54ª Legislatura 
COMISSÃO PERMANENTE: Comissão de Ciência e Tecnologia, Comunicação e Informática - CCTCI: Titular, 22/12/2011 - 31/1/2012; Suplente, 7/3/2012 - 19/4/2012; Comissão de Seguridade Social e Família - CSSF: Titular, 7/3/2012 - 19/4/2012; Comissão de Trabalho, de Administração e Serviço Público - CTASP: Titular, 5/3/2013 - 12/3/2013; Comissão de Integração Nacional, Desenvolvimento Regional e da Amazônia - CINDRA: Titular, 12/3/2013 - 3/2/2014; Comissão de Direitos Humanos e Minorias - CDHM: Titular, 20/3/2013 - 3/2/2014; Comissão de Desenvolvimento Econômico, Indústria e Comércio - CDEIC: Suplente, 25/2/2014 - ; Comissão de Fiscalização Financeira e Controle - CFFC: Suplente, 25/2/2014 - 8/4/2014; Comissão do Esporte - CESPO: Titular, 25/2/2014 - 8/4/2014; Comissão de Fiscalização Financeira e Controle - CFFC: Titular, 8/4/2014 - . 
COMISSÃO ESPECIAL: UNIVERSALIZAÇÃO DO SANEAMENTO AMBIENTAL: Suplente; MARCO REGULATÓRIO DA TELEFONIA: Titular; PEC 509/10 - LIMITE DE DESPESAS CÂMARAS MUNICIPAIS: Suplente; PEC 111/11 - SERVIDORES DOS EX-TERRITÓRIOS: Suplente, 9/4/2012 - 19/4/2012; MODIFICAÇÕES À LEI Nº 12.619 - PROFISSÃO MOTORISTA: Suplente, 19/3/2013 - 9/7/2013; PL 2177/11 - CÓDIGO NACIONAL CIÊNCIA E TECNOLOGIA: Titular, 23/4/2013 - ; PEC 055/11 - CARREIRA DO POLICIAMENTO DE TRÂNSITO: Titular, 4/5/2013 - 16/7/2014; PLP 221/12 - ALTERA O ESTATUTO DA MICROEMPRESA: Titular, 11/6/2013 - 7/8/2014; PEC 339/09 - ADICIONAL NOTURNO SEGURANÇA PÚBLICA: Titular, 12/6/2013 - ; PEC 247/13 - DEFENSORIA PÚBLICA EM TODAS UNIDADES: Titular, 11/7/2013 - 4/6/2014; PEC 290/13 - ATIVIDADES CIÊNCIA, TEC. E INOVAÇÃO: Titular, 3/9/2013 - ; PEC 082/07 - AUTONOMIA FUNCIONAL: Suplente, 3/12/2013 - ; PL 3722/12 - DISCIPLINA NORMAS SOBRE ARMAS DE FOGO: Suplente, 29/5/2014 - ; PEC 176/12 - RETIRA IDOSOS/OUTROS ORDEM PRECATÓRIO: Suplente, 6/8/2014 - . 

GRUPO DE TRABALHO: AGENDA DO FÓRUM MUNDIAL DOS DIREITOS HUMANOS: Titular, 12/11/2013 - 13/12/2013.